# Umberto Diamantini
Umberto Diamantini (fl. XX secolo) è stato un calciatore italiano, di ruolo centrocampista.

## Carriera
Debutta in massima serie con il Verona nella stagione 1924-1925.
Nell'arco di quattro stagioni disputa con i gialloblu 9 partite, segnando un gol.